# Парилов, Александр Иванович
Александр Иванович Парилов (13 апреля 1930, Архангельская область — 20 августа 2018 года) — слесарь по ремонту технологических установок производственного объединения Ухтатрансгаз. Герой Социалистического Труда (1985).

## Биография
Родился в деревне Якимовская Ленского района Архангельской области. Окончив семилетку (1945), в Архангельском ремесленном училище № 2 получил профессию токаря по металлу (1947).
Работал на Архангельском заводе «Красная кузница», в Сендугском и Лысимском лесопунктах. Во время армейской службы (1950—1953) получил специальность механика-водителя танка. Затем работал в 8-й дистанции пути Печорской железной дороги, посёлок Урдома Архангельской области (5 лет) и 12 лет — в механизированной мастерской Сольвычегодской дистанции пути Северной железной дороги (станция Сольвычегодск Котласского района).
В октябре 1971 года перешёл в Урдомское отделение Вологодской дирекции строящихся газопроводов (затем — Урдомское линейное производственное управление магистральных газопроводов Производственного объединения по транспортировке и поставке газа «Ухтатрансгаз» .
Отмечался знаками «Отличник соцсоревнования железнодорожного транспорта» (1968), «Ударник X пятилетки», «Ударник XI пятилетки» (1973), «Победитель соцсоревнования» (1979). В 1974 году за досрочный ввод в эксплуатацию первой очереди газопровода «Вуктыл — Ухта — Торжок» награждён орденом «Знак Почёта».
Александр Иванович предложил и внедрил в производство несколько рационализаторских предложений, давших экономический эффект. Принял активное участие во внедрении и доводке новых для отрасли газоперекачивающих агрегатов с судовым приводом. В дальнейшем сумел найти возможность ремонтировать эти агрегаты собственными силами непосредственно на компрессорной станции. Овладение спецификой этого ремонта в производственных условиях, при отличном качестве и сокращении отведённого на него срока в полтора раза, позволило увеличить наработку на отказ газоперекачивающего оборудования в 4,5 раза и сократить удельный расход судового масла в 2,2 раза.
Был участником разработки и внедрения новой технологии ремонта импортной запорной арматуры, позволившей продлить сроки её службы. 15 декабря 1984 года он отрапортовал о выполнении личных соцобязательств по достойной встрече 40-летия Победы в Великой Отечественной войне и 50-летия Стахановского движения. За это ему было предоставлено право присутствовать на слёте передовиков в Москве в 1985 году.
Как специалисту высочайшей квалификации, ему было поручено наставничество над прибывающей на предприятие молодёжи. Только в 1985 году он подготовил шесть слесарей для самостоятельной работы по обслуживанию технологических установок.
Указом Президиума Верховного Совета СССР от 15 мая 1985 года за выдающиеся производственные достижения, большой личный вклад в досрочное выполнение планов четырёх лет одиннадцатой пятилетки по добыче и поставке газа и проявленный трудовой героизм Парилову Александру Ивановичу присвоено звание Героя Социалистического Труда с вручением ордена Ленина и золотой медали «Серп и Молот».
Работал с 1986 года в «Севергазпром» до выхода на пенсию в апреле 1990 года слесарем по ремонту и обслуживанию технологических установок.
Умер 20 августа 2018 года.

## Награды
Герой Социалистического Труда (15.05.1985).
Награждён орденами Трудового Красного Знамени (1971), «Знак Почёта» (1974 — за досрочный ввод в эксплуатацию первой очереди газопровода «Вуктыл — Ухта — Торжок»), Октябрьской Революции (1981); медалью «За доблестный труд. В ознаменование 100-летия со дня рождения В. И. Ленина» (1970); бронзовой медалью ВДНХ (1968).